# Eduard Kuen
Eduard Kuen (* 26. Juli 1850; † 15. April 1905 in Wangen im Allgäu) war ein deutscher Politiker (Zentrum).

## Leben
Kuen war von Beruf Kaufmann und Mitglied des Gemeinderats von Kißlegg. 
Er gehörte von 1900 bis seinem Tod 1905 für Wangen der Zweiten Kammer des württembergischen Landtags an. Er war dort zweiter Vorstand der gemeinschaftlichen Kommission für die Leitung der Staatsschuldenverwaltung.
Als sein Nachfolger wurde in einer Nachwahl Franz Speth gewählt.